# Lamellitettix fletcheri
Lamellitettix fletcheri är en insektsart som beskrevs av Hancock, J.L. 1915. Lamellitettix fletcheri ingår i släktet Lamellitettix och familjen torngräshoppor. Inga underarter finns listade i Catalogue of Life.